# Xiwan
Xiwan (kinesiska: 西湾镇, 西湾) är en köping i Kina. Den ligger i den autonoma regionen Guangxi, i den södra delen av landet, omkring 370 kilometer nordost om regionhuvudstaden Nanning.
Genomsnittlig årsnederbörd är 2 331 millimeter. Den regnigaste månaden är maj, med i genomsnitt 365 mm nederbörd, och den torraste är oktober, med 47 mm nederbörd.